# Międzynarodowa Federacja Szermiercza
Międzynarodowa Federacja Szermiercza, oficjalna nazwa: fr. Fédération Internationale d’Escrime (FIE) – ponadnarodowa organizacja, której podlegają wszystkie związki, zajmujące się szermierką sportową. Założona została 29 listopada 1913 roku w Gandawie, a jej siedzibą jest Lozanna w Szwajcarii. Obecnie urzędującym prezydentem FIE jest Manolis Katsiadakis.

## Prezydenci
- 1913–1921 : Albert Feyerick (Belgia)
- 1921–1924 : André Maginot (Francja)
- 1925–1928 : George van Rossem (Holandia)
- 1929–1932 : Eugène Empeyta (Szwajcaria)
- 1933–1948 : Paul Anspach (Belgia)
- 1949–1952 : Jacques Coutrot (Francja)
- 1953–1956 : Giuseppe Mazzini (Włochy)
- 1957–1960 : Pierre Ferri (Francja)
- 1961–1964 : Miguel de Capriles (USA)
- 1965–1980 : Pierre Ferri (Francja)
- 1981–1984 : Giancarlo Brusati (Włochy)
- 1984–1992 : Rolland Boitelle (Francja)
- 1993–2008 : René Roch (Francja)
- 2008-2022 : Aliszer Usmanow (Rosja)
- 2022-     : Manolis Katsiadakis (Grecja)